# 梅咲遥
梅咲 遥（うめさき はるか、2001年2月7日 - ）は、日本の女性プロレスラー。茨城県出身。ワールド女子プロレス・ディアナに所属している。ワールド女子プロレス・ディアナ株式会社芸能事業部によるアイドルユニット「シロツメクサ」のメンバーでもある。血液型A型。

## 経歴
2017年
- 12月、さくらえみが開くプロレス体験イベント「誰でも女子プロレス」に参加。

2018年
- 11月4日開催のダレジョExtra3をもって誰でも女子プロレスを卒業。同日のメインでは、駿河メイ（我闘雲舞）とのエキシビジョンマッチを行っている。
- 11月18日、ワールド女子プロレス・ディアナの新人レスラーオーディションに合格し練習生となる。

2019年
- 2月11日、ディアナ新木場大会での公開プロテストに不合格。
- 2月24日、ディアナ道場マッチにて2度目のプロテストに臨み合格。3.10板橋大会でのデビューが決まる。
- 3月10日、ディアナ板橋グリーンホール大会のメインイベント（Sareee8周年地元凱旋＆はるかデビュー戦）の対彩羽匠&星月芽依組戦でデビュー（パートナーはSareee）[1][2]。
- 4月14日、WAVE新木場大会での「CATCH THE WAVE2019」ヤング枠として出場することが発表される。
- 5月1日、WAVE新木場大会にて他団体かつWAVEへの初参戦となった。
- 5月12日、後楽園ホールでの初試合で、誰でも女子プロレスでの師匠にあたるさくらえみとのシングルマッチ。
- 6月25日、蟹KING自主興行に初参戦。アイスリボンの鈴季すずと初タッグ。
- 6月27日、Number誌によるプロレス総選挙2019で総合53位となる。
- 7月2日、駿河メイ（我闘雲舞）との初シングルマッチは、ほうき星で敗北した。
- 7月7日、センダイガールズプロレスリング後楽園ホール大会にて、愛海&梅咲遥 vs 神童ミコト&駿河メイが組まれていたが、愛海欠場によるカード変更にともない、梅咲遥&駿河メイの初タッグが実現した。
- 9月16日、25'D'スタジオにて初の単独イベントを開催。ゲストにR6団のまほとえーりんが参加。
- 10月27日、ハロウィンイベントとして道場マッチでの仮装バトルロイヤルに出場。佐藤綾子のコスチュームで登場した。ウルトラクイズ時は血だらけのナースの仮装をした。

2020年
- 2月9日、ディアナ新木場1stRING大会において、ディアナvs仙女として、Sareee&井上京子&伊藤薫vs里村明衣子&DASH・チサコ&橋本千紘による対戦予定だったが、Sareeeが急性腸炎で欠場となり代役として急遽出場となった。同試合での物怖じしない戦いは高い評価を得た。また、この日初めての横断幕が掲げられた。
- 3月5日、センダイガールズプロレスリング主催じゃじゃ馬トーナメント2020への出場が決定。
- 3月8日、抽選会にてじゃじゃ馬トーナメント2020一回戦でセンダイガールズプロレスリングの岡優里佳との対戦が決定。
- 8月30日、伊藤薫＆渡辺智子組が保持するW.W.W.D認定世界タッグ王座に高瀬みゆきとのタッグで勝利。第13代王者となり初のタイトルを獲得した[3]。

2021年
- デビュー3年未満の8名がエントリーしたセンダイガールズプロレスリング主催の「じゃじゃ馬トーナメント2021」へ出場。2022年1月9日の決勝では、前回大会の初戦で対戦した岡優里佳を下し優勝した。
- 女性アイドルグループ「シロツメクサ」のメンバーとしての活動も開始。[4]

2022年
- 3月11日、スターダムの新設した若手大会、『NEW BLOOD 1』（品川インターシティホール）に参戦。 ディアナ代表としてななみと組むが、スターライト・キッド、琉悪夏組に敗北[5]。
- 4月15日『後楽園ホール還暦祭』にタッグマッチで出場[6]。門倉凛（Marvelous）と組み、ウナギ・サヤカ＆白川未奈（ともにスターダム）組と引き分ける。
- 4月24日、PURE-Jの板橋グリーンホール大会にて、AKARIが保持するプリンセス・オブ・プロレスリング王座（POP王座）へ挑戦。勝利して第25代王者となる[7]。
- 10月19日、新宿住友ホールで開催された『NEW BLOOD 5』にて、スターライト・キッド、琉悪夏と組む予定が姿を見せず、身長体重不明KARMA（カルマ）が登場した。[8]

2023年
- 3月25日、横浜武道館で開催された『FIBREPLEX presents NEW BLOOD Premium』にて、KARMA、スターライト・キッド組でNEW BLOODタッグ初代王座決定トーナメントを優勝し、初代タッグ王者となる。
- 4月29日、ディアナ後楽園ホール大会にて、佐藤綾子を破り、第17代W.W.W.D認定世界シングル王座に就く[9]。

## タイトル歴
ワールド女子プロレス・ディアナ
- 第17代、第22代W.W.W.D認定世界シングル王座
- W.W.W.D認定世界タッグ王座 - 第13代、第15代、第17代（パートナーはいずれも高瀬みゆき）

プロレスリングWAVE
- WAVE認定タッグ王座 - 第28代（パートナーは高瀬みゆき）

センダイガールズプロレスリング
- じゃじゃ馬トーナメント 優勝（2021年）

PURE-J
- 第25代プリンセス・オブ・プロレスリング王座

スターダム
- NEW BLOODタッグ王座 - 初代（パートナーはスターライト・キッド）

DDTプロレスリング
- アイアンマンヘビーメタル級王座（第1603代）

## 人物
- 常総学院高等学校卒業[10]。
- 牛久市公認ご当地アイドルであるノノキスの元メンバー。その後R6団のメンバーとしてライブなどを行った[11]。前述したシロツメクサにも所属[12]
- 過去にはマッハ道場（龍ケ崎市）で練習し、高校卒業を待ってデビューとなった。
- 好きなお菓子はじゃがりこ（じゃがバター味）。
- 得意料理はオムライス。
- 必殺技であるラ・マヒストラルは、ダレジョ時代の師匠さくらえみのもの。ディアナ所属後もダレジョ色を消したくないとの思いから必殺技として使用している[13]。
- 祖父は元JRA騎手・調教師の中野渡清一[14]。
  - 第88回日本ダービーの前日（2021年5月29日）、祖父の騎乗したマルゼンスキーが『ウマ娘 プリティーダービー』へ登場していることを知り公表した[15]。
  - 祖父の影響から乗馬の経験があり、グッズデザインにも蹄鉄の意匠を取り入れている。
  - 好きな競走馬はアーモンドアイ[16]。

## テーマ曲
- シアターの女神（AKB48）
- アメジストの決意（マサキ）

## 得意技
ブラスト
現在の主なフィニッシャー。片方はハーフネルソン、もう片方は足を持ち上げる形でロックし、テキーラ・サンライズのようにスープレックスで固める。
ドロップキック
低空ドロップキック
この技で、四つん這いにさせてから、ラ・マヒストラルへ繋ぐ
ミサイルキック
フライングボディアタック
弓矢固め
ダイヤル固め
ラ・マヒストラル
スリングブレイド
アメジストクロス